# Hôtel Sheraton de Kampala
L’Hôtel Sheraton de Kampala est un grand hôtel de Kampala, capitale de l'Ouganda. Construit en 1967, il est un des trois hôtels 5 étoiles de la ville, selon le classement de l'autorité ougandaise du tourisme.

## Emplacement
L'hôtel est situé sur les pentes sud-ouest de Nakasero (en), un quartier chic du centre-ville de Kampala.

## Historique
L'hôtel ouvre ses portes le 8 octobre 1967 sous le nom d'Apolo Hotel, en présence de son homonyme, le premier ministre Apollo Milton Obote.
Quand Obote est renversé lors du coup d'État de 1971, l'hôtel est rebaptisé Kampala International Hotel. Après la défaite d'Amin Dada par les forces tanzaniennes, qui font de l'hôtel leur quartier général après la bataille de Kampala, et le retour au pouvoir d'Obote en 1980, l'hôtel reprend le nom d'Apolo Hotel.
Le gouvernement du Mouvement de résistance nationale, arrivé au pouvoir en 1986, libéralise l'économie. En 1987, l'hôtel est entièrement rénové puis renommé lorsqu'il devient une franchise Sheraton Hotels. Une clôture séparant l'enceinte de l'hôtel du Jubilee Park voisin est supprimée et le parc est renommé Sheraton Gardens. Des investisseurs des pays du Golfe obtiennent un bail de 25 ans pour l'hôtel auprès de ses propriétaires, Apolo Hotel Corporation Limited, une société entièrement détenue par le gouvernement ougandais. L'hôtel a depuis connu plusieurs rénovations majeures,.